# Arctisch Centrum (Finland)
Arctisch Centrum (Fins: Arktinen keskus) is een internationaal onderzoeksinstituut van de Universiteit van Lapland, dat de ontwikkeling van de Arctische regio onderzoekt.
Het centrum is gevestigd in het gebouw Arktikum, dat ook een museum is. ARKTIS Graduate School is onderdeel van het centrum.
Het onderzoek is multidisciplinair en levert gegevens over de Arctische omgeving, de samenleving en de klimaatverandering.